# پائولینو ویکتور دا سیلوا
پائولینو ویکتور دا سیلوا (انگلیسی: Paulinho؛ زادهٔ ۳ ژانویهٔ ۱۹۹۵) بازیکن فوتبال است.
از باشگاه‌هایی که در آن بازی کرده‌است می‌توان به باشگاه فوتبال باهیا و باشگاه فوتبال میتیولن اشاره کرد.